# Пичардо, Эстебан
Эстебан Пича́рдо-и-Тапи́я (исп. Esteban Pichardo y Tapia; 26 декабря 1799—1879) — кубинский писатель

 и поэт, юрист и учёный (географ и лексикограф).

## Биография
Родился 26 декабря 1799 года в Сантьяго-де-лос-Кабальерос, на острове Эспаньола (на территории нынешней Доминиканской Республики), но ещё младенцем был привезён на Кубу в 1801 году. Позже он перебрался из городка Пуэрто-Принсипе (нынешний Камагуэй) в Гавану и окончил там семинарии Сан-Карлос и Сан-Амбросио, а в 1822 году получил юридическое образование в Гаванском университете, после чего продолжил практику в Гуанахае, Гаване и Матансасе, вплоть до своего возвращения в Пуэрто-Принсипе.
Начало 1820-х годов ознаменовало его первые политические разногласия с испанскими колониальными властями, поэтому его он ограничил свою деятельность научной сферой. Путешествуя по миру (Пуэрто-Рико, США и Европе), ощутил произвол и несправедливости, творившиеся в то время в метрополии против латиноамериканских креолов — в 1825 году был брошен в тюрьму метрополии, но сумел бежать и позже был признан невиновным.
Среди его литературных сочинений — сборник стихотворений «Поэтическая смесь» (1822) и костумбристский роман «Фаталист» (1866).
Опубликовал такие научные труды, как «Хронологические заметки об острове» (1824), «География острова Куба» (1854—1855) и трёхтомник «Дороги острова» (1865). Ему принадлежит первый в Латинской Америке словарь диалектизмов — «Провинциальный словарь кубинских голосов» (1836), последовательно переиздававшийся на протяжении XIX века под разными названиями.
В 1850-е годы, работая в комиссии по районированию, стал автором «Большой геотопографической карты Кубы». Для её составления осуществил несколько экспедиций по острову.
Был избран почётным членом Гаванской академии медицинских, физических и естественных наук (1874). Однако с тех пор, как в 1865 году он был уволен с должности архивариуса Управления общественных работ, он остался брошен современниками без средств к существованию. Умер слепым в бедности в 1879 году.